# Servais Étienne
Pour les articles homonymes, voir Étienne.
Servais Étienne (né le 20 mars 1886 à Jupille-sur-Meuse, mort le 29 décembre 1952 à Ans) est un romaniste belge et un philologue.

## Biographie
Étienne a étudié à Liège auprès de Maurice Wilmotte et d'Auguste Doutrepont et a soutenu en 1914 sa thèse Les sources populaires du roman de Balzac (non publiée). Il a alors été professeur de lycée à Dinant et Schaerbeek. De 1923 jusqu'à sa mort, il a enseigné à l'Université de Liège. En 1938, il a été reçu à l'Académie royale de langue et de littérature françaises de Belgique.
Son nom est lié à une méthode qui s'est fait connaître sous le nom d'analyse textuelle.
Il est inhumé à Glain.

## Œuvres
- Le Genre romanesque en France depuis l'apparition de la "Nouvelle Héloïse" jusqu'aux approches de la Révolution, Bruxelles/Paris 1922, Genève, 2000
- Les Sources de "Bug-Jargal", Liège 1923
- Défense de la philologie, Bruxelles 1933, 1947, 1965
- Expériences d'analyse textuelle en vue de l'explication littéraire. Travaux d'élèves, Liège/Paris 1935, Paris 1979